# Radio niebieskie oczy Heleny
Radio niebieskie oczy Heleny – album rzeszowskiej grupy 1984. Jest to drugi album, chociaż wydany jako pierwszy, ponieważ Specjalny rodzaj kontrastu (materiał nagrany w RSC Studio – Rzeszów w 1987 r.), wydany został dopiero w 2003 r. przez Boofish Records.

## Lista utworów
1. "Na jednej chmurze do nieba" – 3:23
2. "Pierwszy śnieg" – 3:58
3. "Adelajda formalina" – 3:45
4. "Biała chorągiewka" – 2:54
5. "Jadowitym paznokciem" – 3:39
6. "Brak tlenu" – 3:44
7. "Pierwszy dzień zmartwychwstania" – 3:53
8. "Radio niebieskie oczy Heleny" – 3:01
9. "Biegnący wzdłuż koła" – 3:20
10. "Zespolenie rytmu" – 4:26

Nagrań dokonano w Studio HIT w Warszawie w dniach 6 – 20 grudnia 1990.

## Autorzy
- Marek Kisiel – bas, kbds
- Dariusz Marszałek – bębny, kbds
- Piotr Liszcz – git., voc., kbds

kompozycje i teksty – Piotr Liszcz
aranżacje – 1984